# Старых (хутор)
Старых — хутор в Нижнедевицком районе Воронежской области.
Входит в состав Курбатовского сельского поселения.

## География

### Улицы
- ул. Старых